# Diệc đen
Diệc đen châu Phi (danh pháp khoa học: Egretta ardesiaca) là một loài chim trong họ Diệc.

## Mô tả
Diệc đen châu Phi là loài chim kích thước trung bình, cao 42,5 đến 66 xentimét (1,39 đến 2,17 ft), với bộ lông, mỏ, vùng trước mắt và chân màu đen và các ngón chân màu vàng. Trong bộ lông mùa sinh sản của nó có các chùm lông dài mọc ra từ đỉnh đầu và gáy.

## Phân bố và môi trường sống
Diệc đen châu Phi phân bố rải rác khắp vùng châu Phi hạ Sahara, từ Senegal và Sudan tới Nam Phi,nhưng chủ yếu được tìm thấy ở miền đông châu lục này và ở Madagascar. Nó cũng từng được ghi nhận xuất hện tại Hy Lạp. và Italia.
Nó ưa thích các vùng nước nông thưa thớt cây cối, chẳng hạn ven các ao, hồ nước ngọt. Nó cũng xuất hiện tại các đầm lầy, ven sông, ruộng lúa, và các đồng cỏ ngập lụt theo mùa. Tại khu vực duyên hải người ta cũng thấy nó kiếm ăn ven các con sông và lạch chịu tác động của thủy triều, tại các hồ nước mặn và bãi lầy.

## Tập tính
Diệc đen châu Phi có một phương thức săn mồi thú vị, gọi là kiếm ăn mái che—nó sử dụng đôi cánh của nó như là một chiếc ô che, và sử dụng bóng râm do nó tạo ra để thu hút cá. Kỹ thuật bắt cá này đã được ghi lại trong phần 5 của phim tài liệu The Life of Birds của BBC. Một số cá thể kiếm ăn đơn lẻ, trong khi những cá thể khác kiếm ăn thành nhóm tới khoảng 50 con, với 200 là con số cao nhất đã được ghi nhận. Diệc đen châu Phi kiếm ăn ban ngày nhưng ưa thích khoảng thời gian gần khi mặt trời lặn. Nó đậu ngủ thành bầy vào ban đêm, và các đàn duyên hải đậu ngủ khi triều cường. Thức ăn chủ yếu của diệc đen châu Phi là cá nhỏ, nhưng chúng cũng ăn cả côn trùng thủy sinh, động vật giáp xác và động vật lưỡng cư.
Tổ của diệc đen châu Phi được làm từ các cành cây nhỏ xếp đặt trên mặt nước trên cây gỗ, cây bụi và các bụi lau sậy, tạo thành một kết cấu vững chắc. Diệc đen châu Phi làm tổ vào đầu mùa mưa, trong các bầy đơn loài hay pha tạp loài, có thể lên tới hàng trăm con. Vỏ trứng của chúng có màu lam sẫm và mỗi lứa đẻ từ 2 tới 4 trứng.

## Hình ảnh

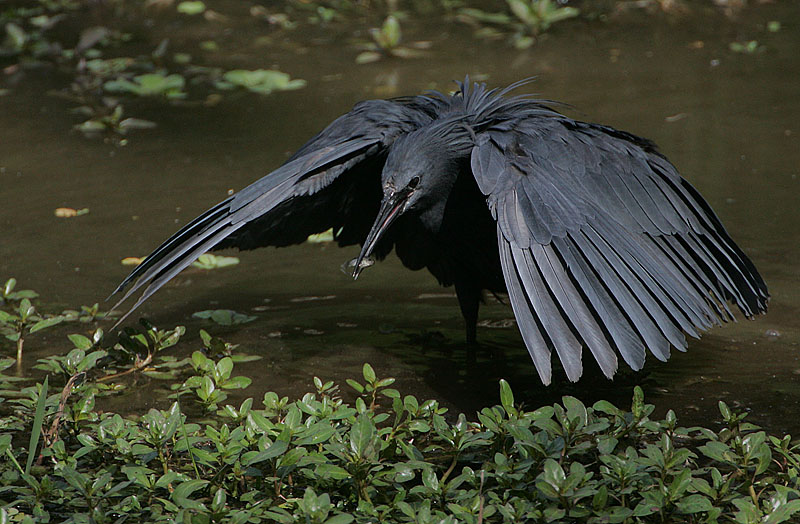
Tại Gambia.
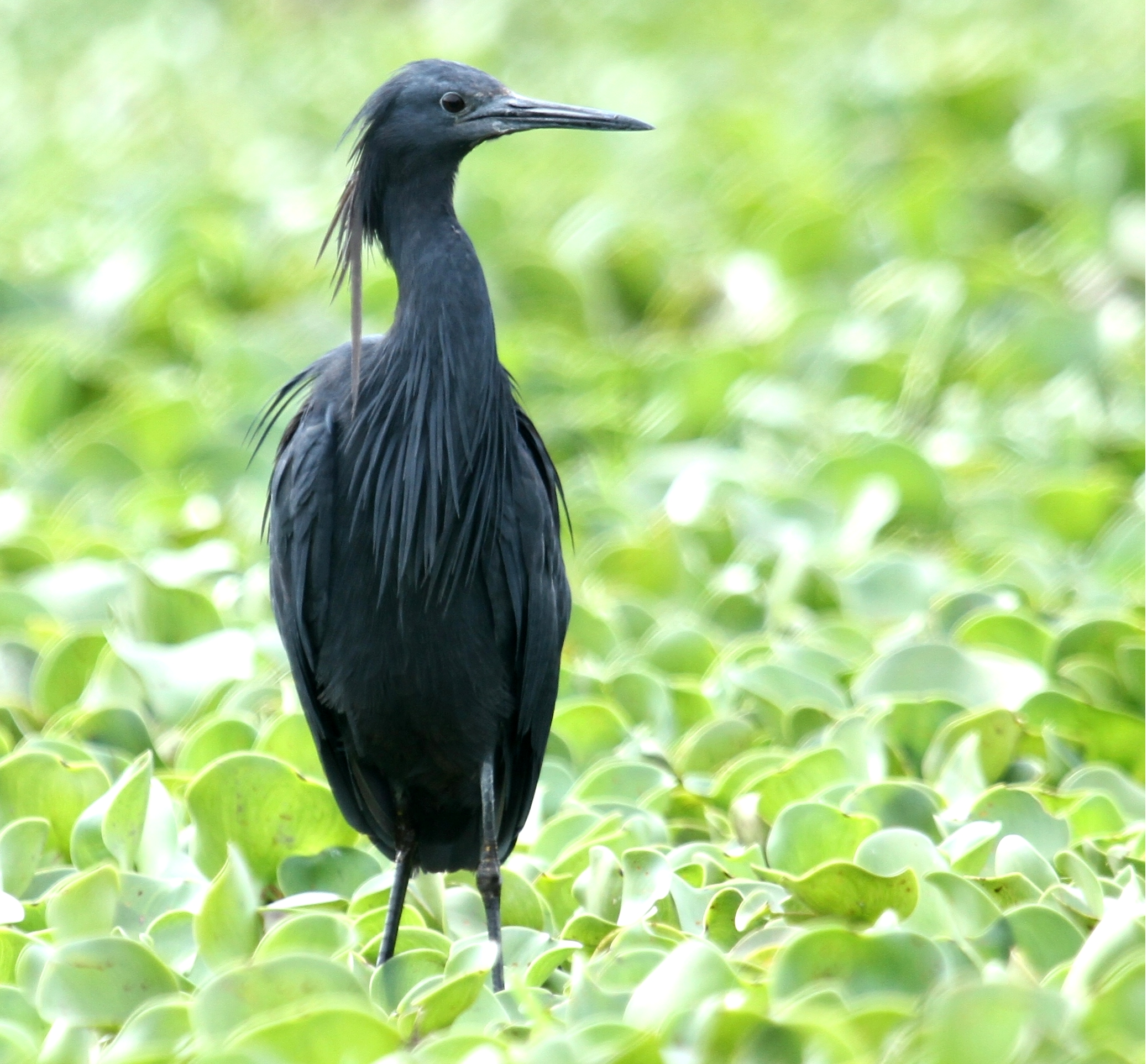
Tại hồ Navasha, Kenya.
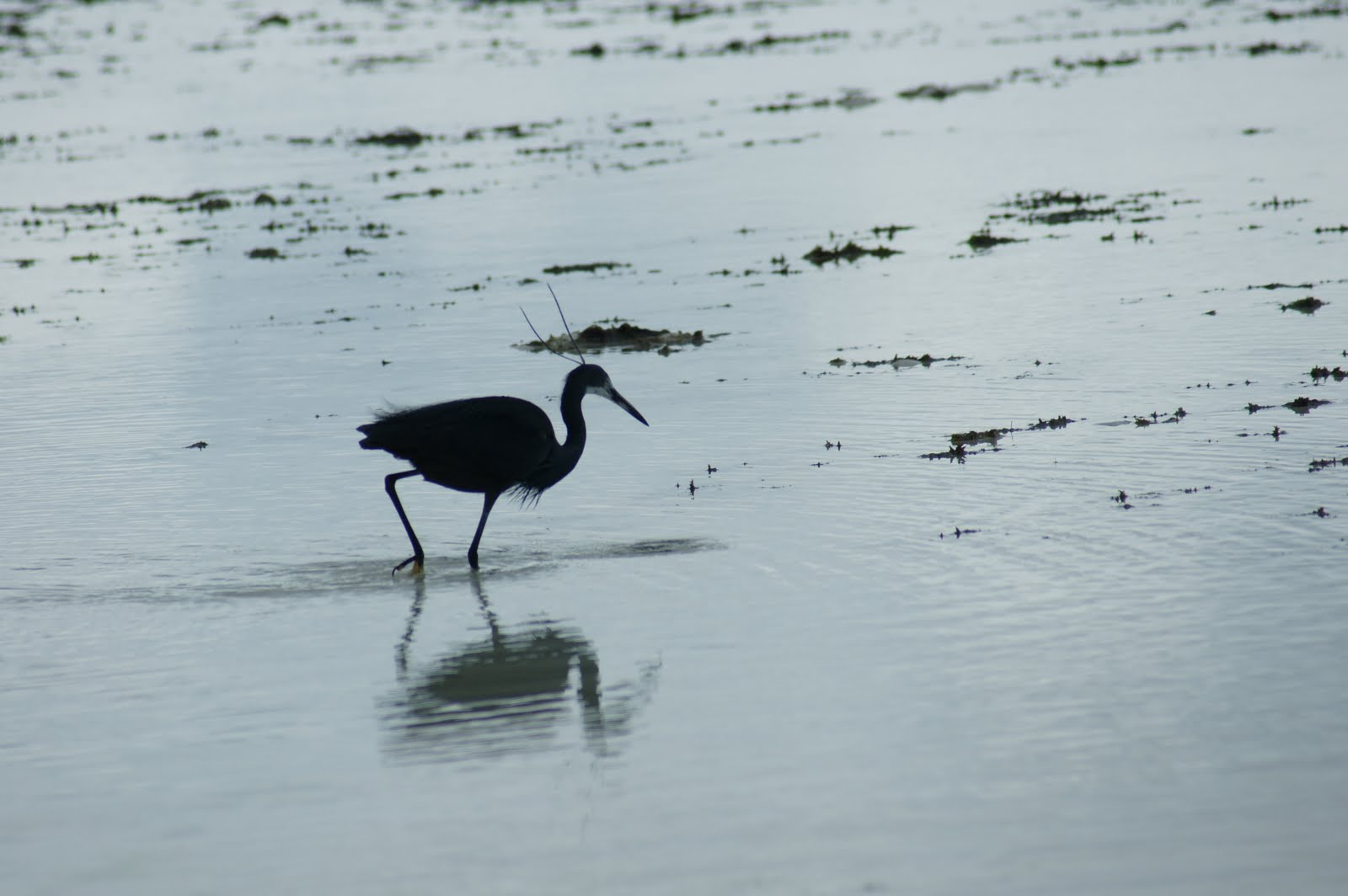
Ở Nungwi, Zanzibar.
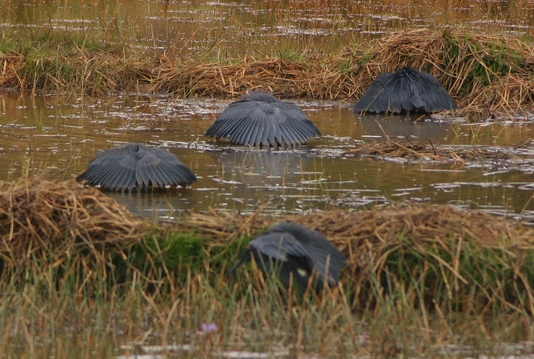
Diệc đen châu Phi kiếm ăn tại miền đông Antananarivo, Madagascar.
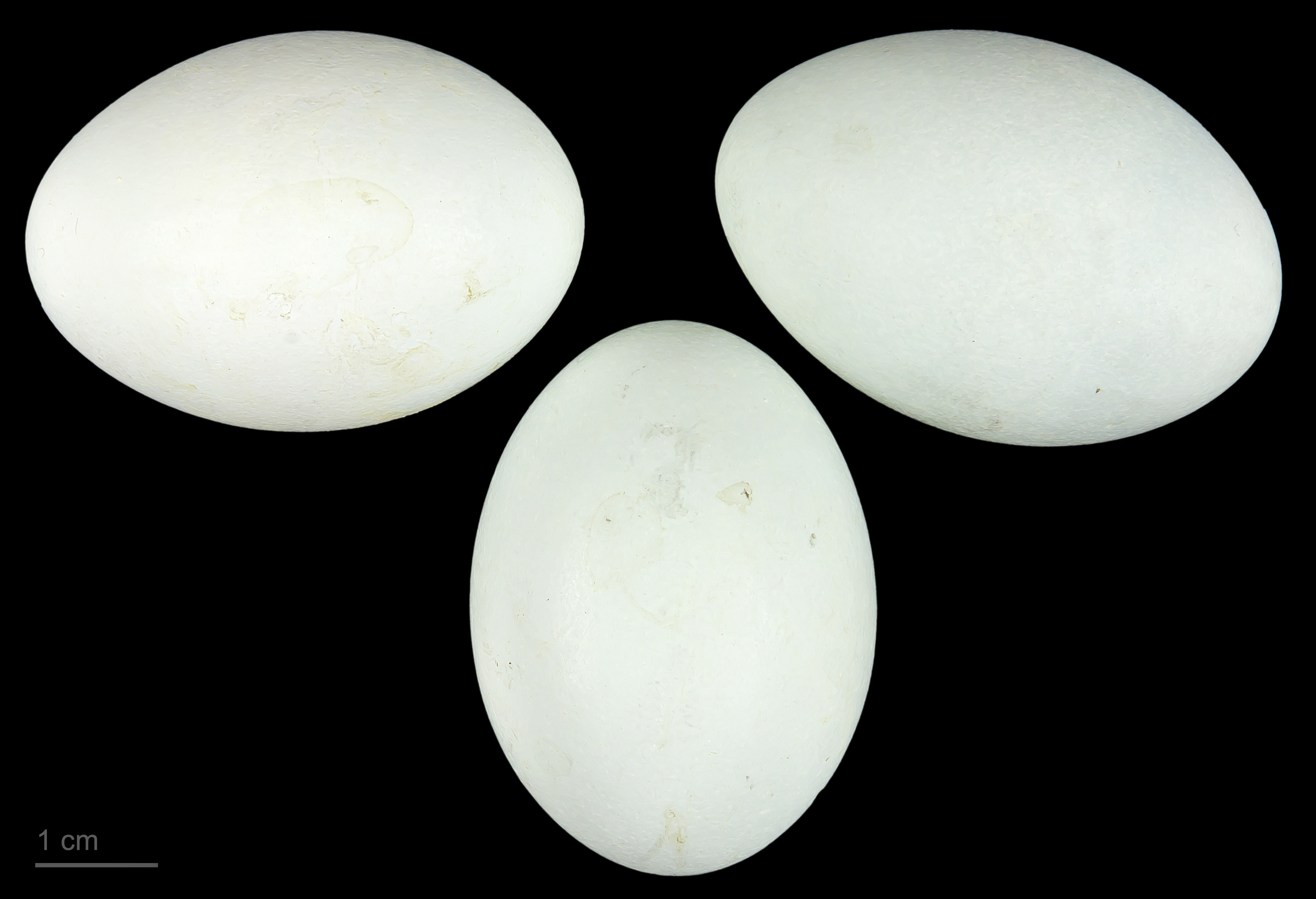
Museum specimen